# Real Club de Tenis Barcelona

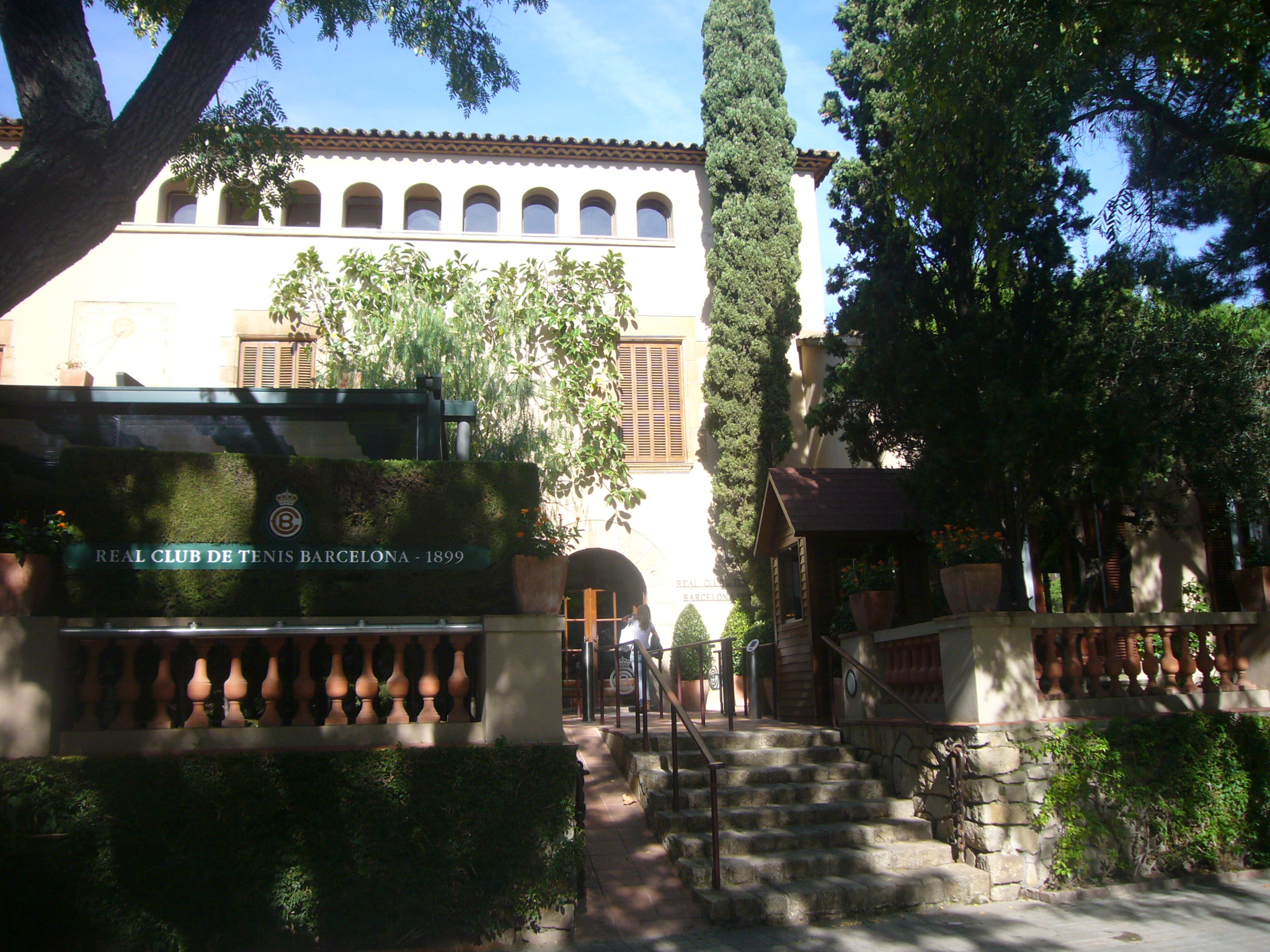
Siège du Real Club de Tenis Barcelona, à Pedralbes.

Le Real Club de Tenis Barcelona 1899 est un club de sport basé à Barcelone (Catalogne, Espagne) fondé en 1899. Il se situe au no 5 de la rue Bosch i Gimpera dans le quartier huppé de Pedralbes, au nord de l'Avinguda Diagonal. Le RCT Barcelone est considéré comme le club de tennis le plus prestigieux d'Espagne. Des champions tels que Rafael Nadal, Arantxa Sánchez, Conchita Martínez ou Carlos Moyá s'y sont formés. 
Depuis 1953, le RCTB organise le tournoi Conde de Godó.
Entre 1926 et 1990, les installations du club ont accueilli 45 éliminatoires de Coupe Davis, 6 d'entre elles dans les anciennes installations de la rue Ganduxer et 39 dans celles actuelles de Pedralbes dont la piste centrale est considérée comme un talisman du tennis espagnol.

## Historique

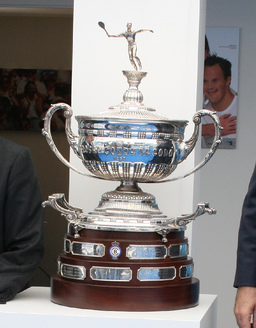
Trofeo Conde de Godó, organisé par le club.

Le Real Club de Tenis Barcelona est fondé fin avril 1899 sous le nom de "Lawn-Tennis Club Barcelona" par un groupe de résidents étrangers amateurs de tennis. Le groupe est formé par Hans Gamper, Ernest Witty, Arthur Witty, John Parsons, Arturo Leask, Kendall Park, Udo Steinberg et Thomas Morrison. Trois de ces personnes (Gamper et les frères Witty) sont également fondateurs du FC Barcelone en novembre 1899. 
Les deux premières pistes du club se situent rue Pau Claris, près de la rue Mallorca.
Le club remporte son premier titre en 1902, la Copa de Su Majestad el Rey don Alfonso XII. Un an plus tard, en 1903, le club organise le I Concurso Internacional de Lawn-Tennis à Barcelone en collaboration avec le Sport-Verein Barcelona, le Polo Club de Barcelona et le Salud Sport Club. La finale du tournoi se dispute dans les installations du Lawn-Tennis Club Barcelona. 
En 1905, le club s'installe à la rue Alfonso XII, no 47, dans le quartier de San Gervasio. Le club possède désormais trois pistes. Il fusionne la même année avec le Cataluña Lawn-Tennis Club. Le nouveau club surgi de cette fusion conserve le nom de Lawn-Tennis Club Barcelona car il est plus ancien et porte le nom de la ville. 
En 1911 ont lieu les premiers championnats de simple dames.
Le 16 mais 1913, le roi d'Espagne Alfonso XIII concède au club le titre de Real. Le club adopte alors le nom de Real Club de Tenis Barcelona.
En 1932, Enrique Maier, membre du club, remporte le premier succès international du club en gagnant le double mixte au tournoi de Wimbledon avec Elizabeth Ryan.
En 1949, le club fête son cinquantenaire en invitant le groupe de tennismen professionnels de Jack Kramer et le Los Angeles Tennis Club.
La première pierre du siège actuel à Pedralbes est posée le 22 janvier 1952.
En 1953 a lieu la première édition du Tournoi Conde de Godó, qui en 1968 acquiert la condition de Championnats internationaux d'Espagne. 
En 1970, le RCTB organise le premier Open d'Espagne de tennis.
Le membre du club Andrés Gimeno gagne en 1972 le tournoi de Roland-Garros. 
Cette même année, entre le 28 novembre et le 2 décembre, le RCTB organise au Palau Blaugrana le Masters masculin.
En 1981, le RCTB se proclame champion d'Europe et champion international par clubs.
En 1989, la joueuse du club Arantxa Sánchez remporte son premier tournoi de Roland-Garros.
En 1994, la joueuse du club Conchita Martínez gagne le tournoi de Wimbledon, tandis qu'Arantxa Sánchez remporte son deuxième Roland-Garros et l'US Open. 
En 1995, Arantxa Sánchez Vicario devient numéro 1 mondiale au classement de la WTA. 
En 1996, le club encourage la création de l'association Centenary Tennis Clubs qui regroupe tous les clubs centenaires de la planète. 
En 1998, les membres du club Carlos Moyá et Arantxa Sánchez remportent un doublé historique à Roland-Garros (le simple messieurs et le simple dames). 
En 1999, Carlos Moyá devient numéro 1 mondial au classement de l'ATP. 
En 1999, le club fête son centenaire. 
En 2008, le membre du club Rafael Nadal devient numéro 1 mondial au classement de l'ATP devant Roger Federer.

## Présidents du club
- Ernest Witty (1899-1904)
- Thomas Morrison (1905)
- Frederick Witty (1906-1908)
- Kendall Park (1909-1910)
- Francisco de Moxó (1911-1920)
- José Vidal-Ribas (1920-1929)

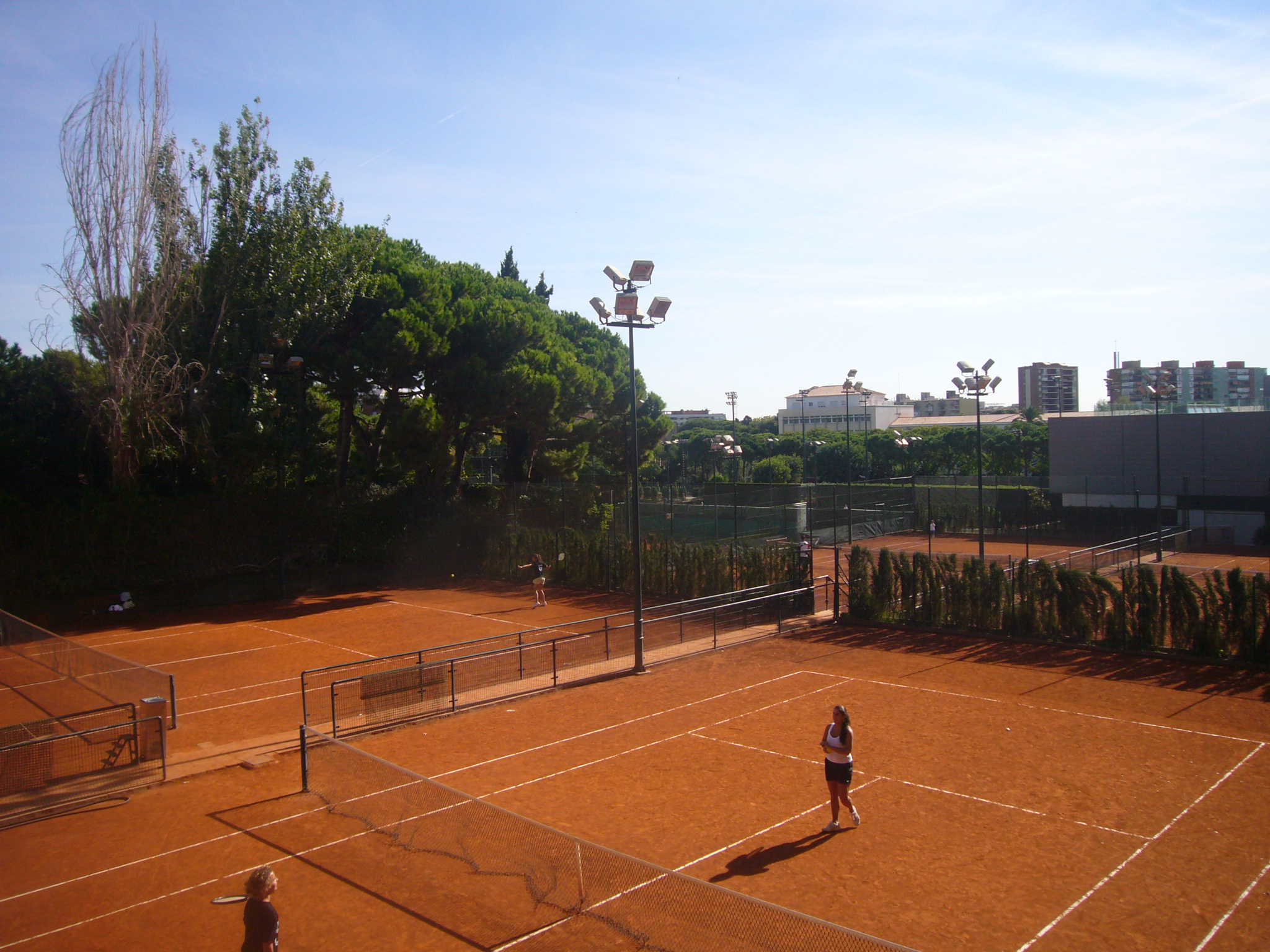
Pistes du club

- Alfonso Macaya Sanmartí (1929-1935)
- Carlos Godó Valls (1935-1960)
- Luis Coma-Cros y Cazes (1960-1972)
- Jorge Soler Cabot (1972-1976)
- Jesús Serra Santamans (1976-1989)
- Juan Grau Almirall (1989-1993)
- Juan María Tintoré Turull (1993-2008)
- Albert Agustí García-Navarro (depuis 2008)

## Joueurs emblématiques

### Hommes
- Andrés Gimeno
- Alberto Berasategui
- Albert Costa
- Carlos Moyà
- Emilio Sánchez Vicario
- Feliciano López
- Enrique Maier
- Félix Mantilla
- Fernando Vicente
- Galo Blanco
- Javier Sánchez Vicario
- José Luis Arilla
- Rafael Nadal
- Roberto Carretero
- Sergio Casal
- Tomás Carbonell
- Tommy Robredo

### Femmes
- Arantxa Sánchez Vicario
- Conchita Martínez